# Kaplica św. Józefa Robotnika w Roszkowicach
Kaplica św. Józefa Robotnika – rzymskokatolicka kaplica w Roszkowicach. Świątynia należy do parafii św. Anny w Bąkowicach, w dekanacie Namysłów zachód, archidiecezji wrocławskiej.